# La Châtelaine
La Châtelaine è un comune francese di 134 abitanti situato nel dipartimento del Giura nella regione della Borgogna-Franca Contea.

## Società

### Evoluzione demografica
Abitanti censiti